# Biserica „Sfinții Arhangheli Mihail și Gavriil” din Ruseștii Noi
Biserica „Sf. Arhangheli Mihail și Gavriil” este o biserică amplasată în Ruseștii Noi, raionul Ialoveni, Republica Moldova. Este un monument arhitectural și de artă de importanță națională inclus în Registrul monumentelor Republicii Moldova ocrotite de stat cu nr. 764 (raionul Ialoveni). Datează din 1890.